# گروه نشاط
گروه نشاط (اردو: نِشاط) شرکت خوشه‌ای پاکستانی است، که در سال ۱۹۵۱ تأسیس شد. این شرکت در زمینه خودروسازی، خرده‌فروشی، صنعت مهمان‌یاری، بانکداری، خدمات بیمه و صنعت نساجی فعالیت می‌کند.